# Figlio del delitto
Figlio del delitto (Red Canyon) è un film del 1949 diretto da George Sherman.
È un western statunitense con Ann Blyth, Howard Duff e George Brent. È basato sul romanzo del 1916 Wildfire di Zane Grey.

## Trama
Matthew Bostel, un allevatore autoritario e vedovo, organizza la festa per il diciottesimo compleanno della figlia Lucy. Bostel controlla con rigore la cittadina da lui fondata, Bostels Crossing, soprattutto dopo la morte della moglie, uccisa in un furto di cavalli dalla famigerata banda dei Cordt. Tra i molti corteggiatori di Lucy, l’unico autorizzato ad avvicinarsi è Joel Creech, scelto dal padre. Ribelle e desiderosa di affermarsi, Lucy decide di cavalcare da sola Sage King, un focoso stallone, per dimostrare il proprio valore. Durante la cavalcata incontra Lin Sloane, un uomo solitario alla ricerca del mitico mustang nero Black Velvet, cui è stato appena rubato il cavallo dai Cordt. Lucy, incuriosita, gli permette di scegliere un nuovo cavallo dalla mandria del padre ma la situazione degenera e i due finiscono per litigare. Lucy lo obbliga con l’astuzia a tornare con lei in città per scagionarsi da un’accusa. A Bostels Crossing, Lin entra subito in conflitto con Matthew Bostel e lo sfida pubblicamente: promette di catturare Black Velvet e battere Sage King in una gara da 2.500 dollari. Con l’aiuto dell’ex dipendente di Bostel, Jonah Johnson, riesce nell’impresa. Tuttavia, Lin deve affrontare il proprio passato: Floyd Cordt, capo della banda, è suo padre, mentre Virgil Cordt è suo fratello. Anni prima Lin aveva rinnegato la famiglia e cambiato nome per sfuggire a una vita criminale. Lin prende ad addestrare Black Velvet in segreto e Lucy, protetta dalla zia Jane, lo raggiunge e si offre di aiutarlo, iniziando un percorso che li porterà ad avvicinarsi sentimentalmente. L’addestramento prosegue con successo, ma il padre di Lucy si oppone con forza alla relazione e alla partecipazione della figlia alla gara. Lin, nel tentativo di proteggerla, le rivela la sua vera identità e la mette in guardia sul loro futuro. Nonostante tutto, Lucy decide di gareggiare. Il giorno della corsa, segreti, tensioni familiari e rivalità esplodono, mettendo alla prova tutti i protagonisti in una sfida che va ben oltre il traguardo.

## Produzione
Il film, diretto da George Sherman su una sceneggiatura di Maurice Geraghty e un soggetto di Zane Grey, fu prodotto da Leonard Goldstein per la Universal International Pictures e girato nel Kanab Movie Ranch a Kanab e a Paria, Utah, da metà giugno al 23 luglio 1949. Il titolo di lavorazione fu Black Velvet.

## Distribuzione
Il film fu distribuito con il titolo Red Canyon negli Stati Uniti nell'aprile 1949 al cinema dalla Universal Pictures.
Altre distribuzioni:
- in Svezia il 2 maggio 1949 (De vilda hästarnas dal)
- nei Paesi Bassi nell'agosto del 1949 (De Strijd in 't rotsgebergte)
- in Francia l'11 gennaio 1950 (Le mustang noir)
- in Portogallo il 28 febbraio 1950 (Sangue Ardente)
- in Spagna il 13 marzo 1950 (Huracán)
- in Italia il 23 marzo 1950
- in Finlandia il 7 aprile 1950 (Tuliharja)
- in Belgio il 14 luglio 1950 (Le roi de la vallée)
- in Danimarca il 16 ottobre 1950 (De vilde hestes konge)
- in Austria il 27 ottobre 1950 (Die rote Schlucht)
- in Germania Ovest l'8 dicembre 1950 (Die rote Schlucht)
- ad Hong Kong il 20 settembre 1951
- nelle Filippine il 29 novembre 1951
- in Germania il 29 luglio 1993 (in TV) (Hurrikan)
- in Brasile (Escrava do Ódio)
- in Grecia (Sto farangi tou tromou)
- in Italia (Figlio del delitto)